# Monestier (Ardèche)
Monestier é uma comuna francesa na região administrativa de Auvérnia-Ródano-Alpes, no departamento de Ardèche. Estende-se por uma área de 7,41 km². Em 2010 a comuna tinha 63 habitantes (densidade: 8,5 hab./km²).